# Helianthemapion
Helianthemapion – rodzaj chrząszczy z rodziny pędrusiowatych i plemienia Aplemonini. Obejmuje cztery opisane gatunki. Zamieszkują Europę, Afrykę Północną i Azję Zachodnią. Żerują na czystkowatych.

## Morfologia
Chrząszcze o ciele długości od 1,4 do 2,2 mm. Ubarwienie zazwyczaj mają metalicznie spiżowe, zielone lub niebieskawe, często z metalicznie czarnym ryjkiem. Oskórek porastają krótkie, włosowate łuski, na przedpleczu skierowane dośrodkowo, a na międzyrzędach pokryw ustawione w pojedynczych szeregach.
Głowa ma płaskie i węższe od podstawy ryjka czoło z pięcioma punktowanymi bruzdami, przeciętnie wysklepione i nieco wydłużone oczy oraz niskie i krótkie, słabo ku tyłowi zbieżne i ledwo co przekraczające przednie krawędzie oczu kile podoczne. Ryjek ma przód gładki i błyszczący, a środek bardzo nieznacznie poszerzony. Długość ryjka u samca wynosi od 0,87 do 1 długości przedplecza, a u samicy od 1 do 1,22 długości przedplecza. Krótkie, ku tyłowi zanikające rowki leżą na spodniej jego stronie. Osadzone w okolicy nasadowych 0,3 długości ryjka czułki zwieńczone są buławką 1,75 raza dłuższą niż szerszą.
Długość przedplecza wynosi od 1 do 1,15 jego szerokości. Jest ono walcowate, najszersze pośrodku, bardzo słabo ku przodowi zwężone, o nieznacznie zaokrąglonych bokach i prostej krawędzi tylnej. Dołki przedtarczkowe są eliptyczne do bruzdowatych, zwykle niewielkie. Tarczka jest mała, zaokrąglona i naga. Podługowato-owalne, od 1,7 do 1,8 raza dłuższe niż szersze, najszersze pośrodku pokrywy mają przeciętnie zaznaczone barki, skrócony przed tarczą pierwszy rządek i pozbawione są wyspecjalizowanych szczecinek. Guzkowaty wyrostek zapiersia jest dość wąski i wydłużony. Odnóża mają nieuzbrojone golenie, średniej długości stopy i opatrzone ząbkami pazurki. U samca stopa pary tylnej, a często też środkowej ma na spodzie pierwszego członu kolec.
Odwłok ma pierwszy z widocznych sternitów dwukrotnie dłuższy niż następny (oba są przeciętnie sklepione), a piąty na tylnej krawędzi zaokrąglony u samicy i ścięty u samca. Wierzchołkowa krawędź pygidium u samca jest lekko pośrodku wcięta. Między znacznie dłuższymi od trzonka ramionami Y-kształtnego spiculum gastrale znajduje się zesklerotyzowana, trójkątna błona. Genitalia samca mają tegmen z bardzo długimi, pośrodku zaopatrzonymi w dwa szeregi grubych mikroszczecinek, na szczytach zaostrzonymi płatami parameroidalnymi, a także silnie wcięte prostegium z niskim kilem środkowym nasadowo wystającym w postaci małego ząbka. Walcowaty i na szczycie ścięty płat środkowy edeagusa (prącie), jest w widoku bocznym lekko zagięty z ostrym wierzchołkiem. Temony są bardzo krótkie, a w endofallusie brak jest struktur w części nasadowej, podczas gdy w części wierzchołkowej występują gęsto rozmieszczone ząbki.

## Ekologia i występowanie
Owady te są fitofagami czystkowatych. Larwy przechodzą rozwój wewnątrz łodyg i torebek, mogąc powodować powstawanie nieznacznych wyrośli. Do ich roślin żywicielskich należą gatunki z rodzajów: posłonek, fumana i Tuberaria.
Rodzaj palearktyczny o europejsko-śródziemnomorskim typie rozsiedlenia, podawany z zachodniej, środkowej i południowej części Europy, Afryki Północnej oraz Azji Zachodniej. Z Polski wykazano tylko H. velatum, natomiast stare doniesienia o występowaniu w tym kraju H. aciculare uznaje się za niewiarygodne.

## Taksonomia
Takson ten wprowadzony został w 1930 roku przez Hansa Wagnera w publikacji współautorstwa Alberta Winklera w randze podrodzaju w obrębie rodzaju Apion. W XX wieku bywał traktowany jako synonim podrodzajów Perapion lub Phrissotrichum. W 1990 roku Miguel A. Alonso-Zarazaga wyniósł omawiany takson do rangi osobnego rodzaju oraz wyznaczył jego gatunkiem typowym A. velatum, opisanego w 1854 roku przez Carla E.A. Gerstäckera.
Do rodzaju zalicza się cztery opisane gatunki:
- Helianthemapion aciculare (Germar, 1817)
- Helianthemapion genuense (Osella, 1973)
- Helianthemapion kefense (Normand, 1921)
- Helianthemapion velatum (Gerstäcker, 1854).

Jako przypuszczalnie najbliższego krewnego tego taksonu wskazuje się rodzaj Phrissotrichum.